# 李人龍 (順治進士)
李人龍（1608年—？），字震陽，號光宸，北直隸保定府深澤縣（今河北省深澤縣）人，清朝政治人物、進士出身。

## 生平
明崇禎十二年（1639年）順天鄉試舉人，清順治四年（1647年），登丁亥科进士，授江南定遠縣知縣，陞禮科給事中，為浙江鄉試副考官、兵科右給事中、內翰林秘書院撰文中書舍人。